# Grădina deliciilor
Grădina deliciilor (în spaniolă El jardín de las delicias) este titlul modern dat unei picturi în ulei triptic pe panou de stejar care a fost creată de maestrul olandez Hieronymus Bosch, între 1490 și 1510, când Bosch avea între 40 și 60 de ani. Este găzduită în Museo del Prado din Madrid din 1939. Prezintă scene din rai (stânga), grădina plăcerilor (centru) și din iad.
Denumirea modernă este dată de tema părții centrale a tripticului - care este dedicată păcatului voluptății - Luxuria. Numele original al acestei lucrări a lui Bosch nu este cunoscut cu certitudine. În general, nici una din interpretările imaginilor disponibile astăzi nu este recunoscută ca fiind singura adevărată. Majoritatea teoriilor despre sensul imaginilor au fost dezvoltate în secolul al XX-lea. 
Imaginația creativă unică a artistului se manifestă pe deplin în această compoziție. Farmecul durabil al tripticului este modul în care artistul exprimă ideea principală prin multe detalii.
Pe aripa stângă a tripticului este reprezentat Dumnezeu, împreună cu Adam și Eva într-un Paradis senin și pașnic. În partea centrală, o serie de scene, interpretate diferit, înfățișează o adevărată grădină a plăcerii, în care figuri misterioase se mișcă cu calmul paradisului. În aripa dreaptă sunt cele mai înfricoșătoare și deranjante imagini ale întregii opere a lui Bosch: mașini complexe de tortură și monștri generați de imaginația sa.

## Vezi și
- Raiul în ficțiune
- Iadul în ficțiune